# ملعب تويوتا
ملعب تويوتا (بالإنجليزية: Toyota Stadium)‏ (باليابانية: 豊田スタジアム) هو ملعب كرة قدم في تويوتا، اليابان. بني الملعب في عام 2001 لكي يكون الملعب الخاص بنادي ناغويا غرامبوس في الدوري الياباني. يعتبر الملعب من أفضل الملاعب التي استضافة كأس العالم للأندية حيث اقيمت عليه معظم المباريات التي استضافتها اليابان. لدى الملعب القدرة على احتضان 45,000 متفرج.

## وصلات خارجية
- الموقع الرسمي